# Martijn Hillenius
Martijn Hillenius (Leiden, 15 april 1981) is een Nederlands acteur en scenarioschrijver. Hij woont en werkt in Amsterdam.

## Filmografie

### Als acteur
- 2014: Aanmodderfakker, als Tim
- 2014-2016: Sinterklaasjournaal, als Stafpiet
- 2019: Het irritante eiland, als leraar
- 2018-2022: De regels van Floor, als vader van Margreet
- 2018: Taal is zeg maar echt mijn ding, als Jurgen
- 2024: BODEM, als John

### Als scenarioschrijver
- 2016: Eng (aflevering: Nr. 83)
- 2016: Fissa
- 2020: Rudy’s Grote Kerstshow, bekroond met de Kees Holierhoek Scenarioprijs[2]
- 2020-2021: De regels van Floor (8 afleveringen)